# Porte de Groeninghe

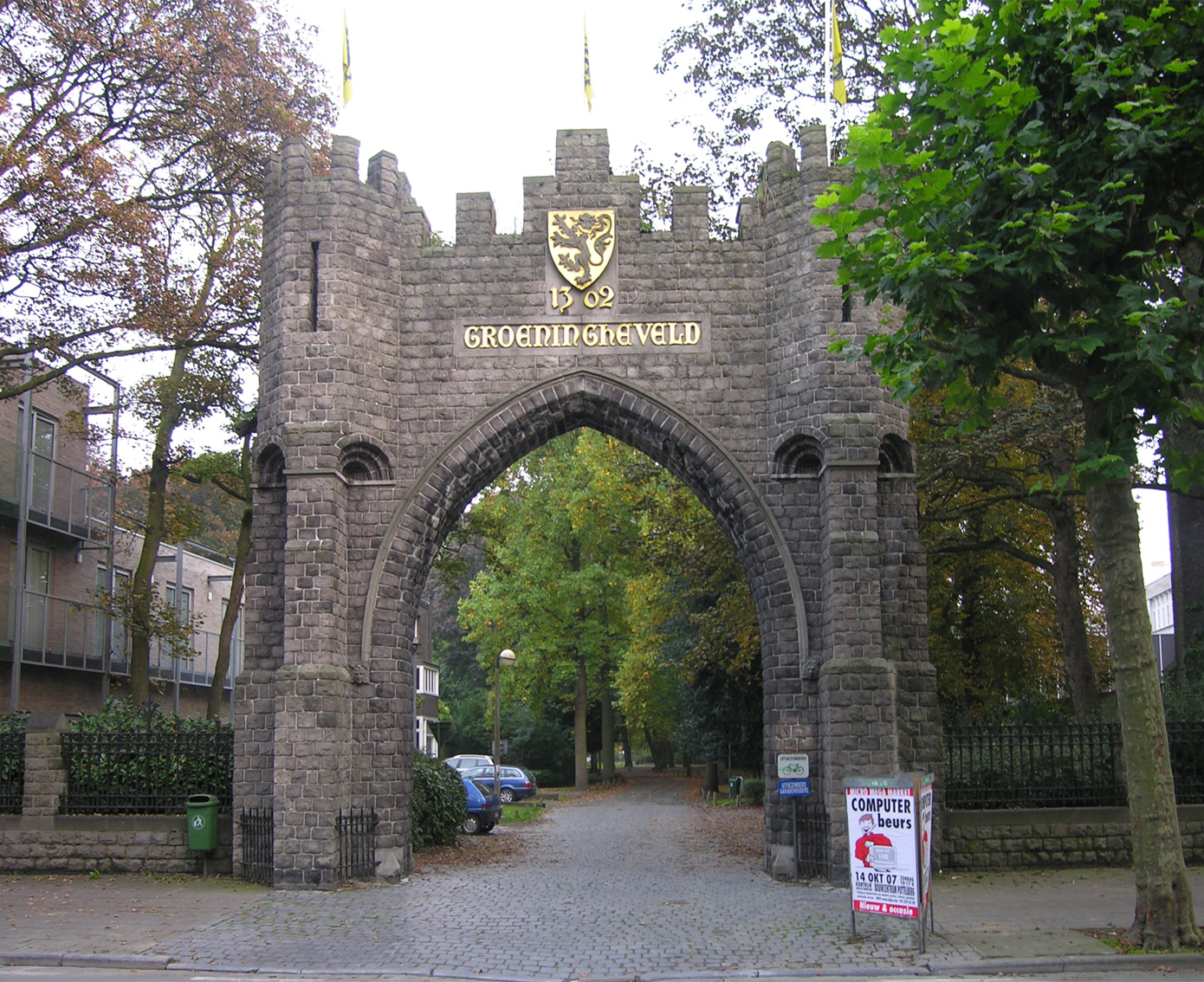
La porte de Groeninghe

Le porte de Groeninghe est un monument commémoratif situé à Groeninghe dans la ville belge de Courtrai. L'arc de triomphe a été construit à l'occasion du 600e anniversaire de la bataille des Éperons d'or et permet d'accéder au parc Groeninghe où se trouvait la plaine de Groeninghe au cours du Moyen Âge où  a eu lieu la bataille des Éperons d'or. Le monument de Groeninghe se trouve également dans ce parc de Groeninghe. La porte de Groeninghe a été construite en pierre des Ardennes en 1908 et porte l'inscription 1302 - Groeningheveld .